# Аршакидское царство
Аршакидское царство — одно из трех царств Великой Армении, основанное династией Аршакуни на территории Армянского Нагорья. Существовало около 4 веков (55/66-428). Минимальный размер территории - 200 000 км² (во времена правления Арташеса III, 422–428), максимальный размер территории 320 000 км². (во времена правления Трдата III Великого, 287–330).
Столицей изначально был Арташат, построенный Арташесом Первым в 185 году до н. э. Впоследствии Вагарш I (117—140) построил Вагаршапат, а Хосров III (330—338) — Двин.

## Государственный строй

### Король
Феодальные княжества и министерства со временем получили большие права, которые могли быть нарушены королём только при совершении ими государственных предательств. Они подлежали королю, но имели почти безграничную власть в своих областях. Крупные феодалы имели касту мелких свободных, которые получали земли за службу в войсках. Министерский отряд входил в состав армии под своим флагом и под руководством министра. Король имел подчиненных дворян, которые назывались полицейскими.
Феодализм по своей сути создавал конфликты, центроизбежные стремления, которые были часто спровоцированы Римской империей или Персией. В то же время, власти пытались либо угодить недовольным министрам, либо суровыми способами остановить попытки. Власти то награждали министров имениями и высокими чинами, то, чувствуя силу, то обуздывали непослушных министров, сохраняя королевский авторитет и единство страны. Королевство Великой Армении вошло в эпоху феодализма имея множество многолюдных городов с высоким уровнем торговли. Крупными городами королевства были Вагаршапат, Артащат, Ервандашат, Тигранакерт, Ван, Заришат, Багаран, Зареаван, Армавит и т. д.. Ослабление торговых связей было смертельным для городов, которые были опорой королевской власти. Когда в середине 4-го века множество армянского населения эмигрировало в Персию, и много городов превратилось в деревни, государство потерпело огромный удар. Одним из особенностей феодалистического населения было крупное землевладение. Было три вида земель: айреник (отеческие), паргеваканк и гандзагин. Айреник - это земли, переданные по наследству от отца. «Паргеваканк» называли земли подаренные солдатам или чиновникам. В случае оставления службы правительство забирало земли назад. «Гандзагин» назывались земли купленные состоятельными людьми или церковными служителями. Они по сути не отличались от отечественных земель. После принятия монашества земли принадлежащие высокопоставленным церковным служителям стали считаться церковной собственностью.
Имения короля были «отечеством», а сам король- главным феодалом государства. Его земли, являющиеся государственной собственностью, переходили от отца к сыну. Королевские земли не разделялись между сепухами. В качестве места жительства им выдавались области Аштянк, Агиовит и Арберани. В Айрарате, где находилось большинство царских владений, имели право жить лишь король и его наследник.

### Агентства
Королевское правительство было сетью агентств, исполняющих административные, армейские, экономические и другие функции.
- Тысячеправие устанавливало государственные налоги, следило за их сбором, руководило делами государственной важности: строительством городов, замков, дорог и т. д.. Этот чин занимали князья Гнуни, а после Аматуни.
- Спарапетство руководил спарапет, который командовал как наездниками, так и пешими войсками государства. Он непосредственно подчинялся королю, который считался главным командиром государственных войск. В IV—V веках этот чин занимал клан Мамиконянов.
- Правительство народаконтролировало королевские имения, обеспечивало порядок в государстве. Правитель был гувернантом наследника престола, советник короля.
- Магхазство осуществляло обязанности королевской охраны. Инспектр-магхаз был руководителем 10-тысячного охранного войска короля. Магхазство было чином клана Хорхоруни и передавалось по наследству.
- Коронующее рыцарство управлялось кланом Багратуни, которые были обязаны следить за осуществлением придворных ритуалов.
- Великий судуправлял католикос, который устанавливал правила и законы во время церковных советов, следил за их безупречным исполнением, решал конфликты возникшие между министрами и исполнял роль посредника между королём и министрами.

### Армия
При Аршакуни армянская армия состояла из 120 тысяч воинов. 40 тысяч из них были королевскими, руководились бдешхами и защищали границы государства с четырёх сторон. Часть армии составляло 15 тысяч воинов правительства народа и 10-тысячный магхазский отряд, которые вместе доводили количество воинов армии до 65 тысяч. Остальные 55 тысяч представлялось министерскими отрядами. Большую силу представляли свободные пешие войска, как и собираемый во времена воин народный ашхаразор.
Армянская армия также имела военные части в Вирке и Агванке. Княжеские отряды подчинялись четырём спарапетам, которые подчинялись главному спарапету.
Войска были вооружены всеми современными видами оружия: лук и стрелы, копья, пики, мечи, щиты, сакры и т. д.. Большое значение придавалось камнеметному оружию. Армия имела разведческие и сакраворские части, последняя из которых занималась проведением путей во время боя.

## Установление феодализма

### Феодальные степени
Чиновая система Великой Армении напоминает пирамиду, в главе которой находится король. Он управлял страной через придворных(аркуник) и считался главой государства. Он имел неограниченные права на собственность и жизнь своих подчиненных. Король имел право объявлять войну, заключать мир, вести переговоры с другими странами. Только король имел право носить красные ботинки на обеих ногах. Все министры подчинялись королю, выполняли его приказы, их войска также подчинялись королю. Приказы и заявления короля имели силу закона.